# Cineteca Nacional

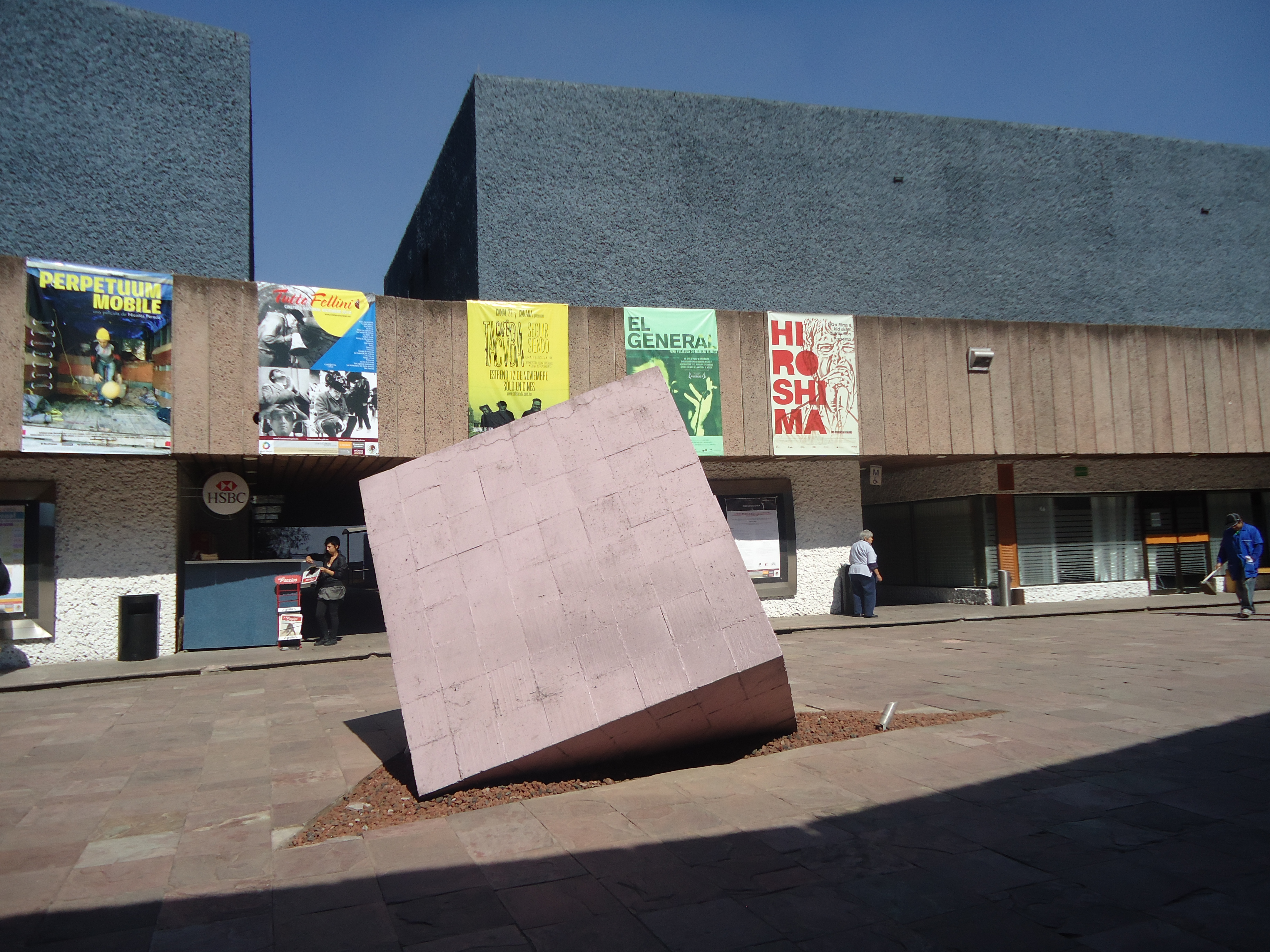
Eingang der Cineteca Nacional, Dezember 2010.

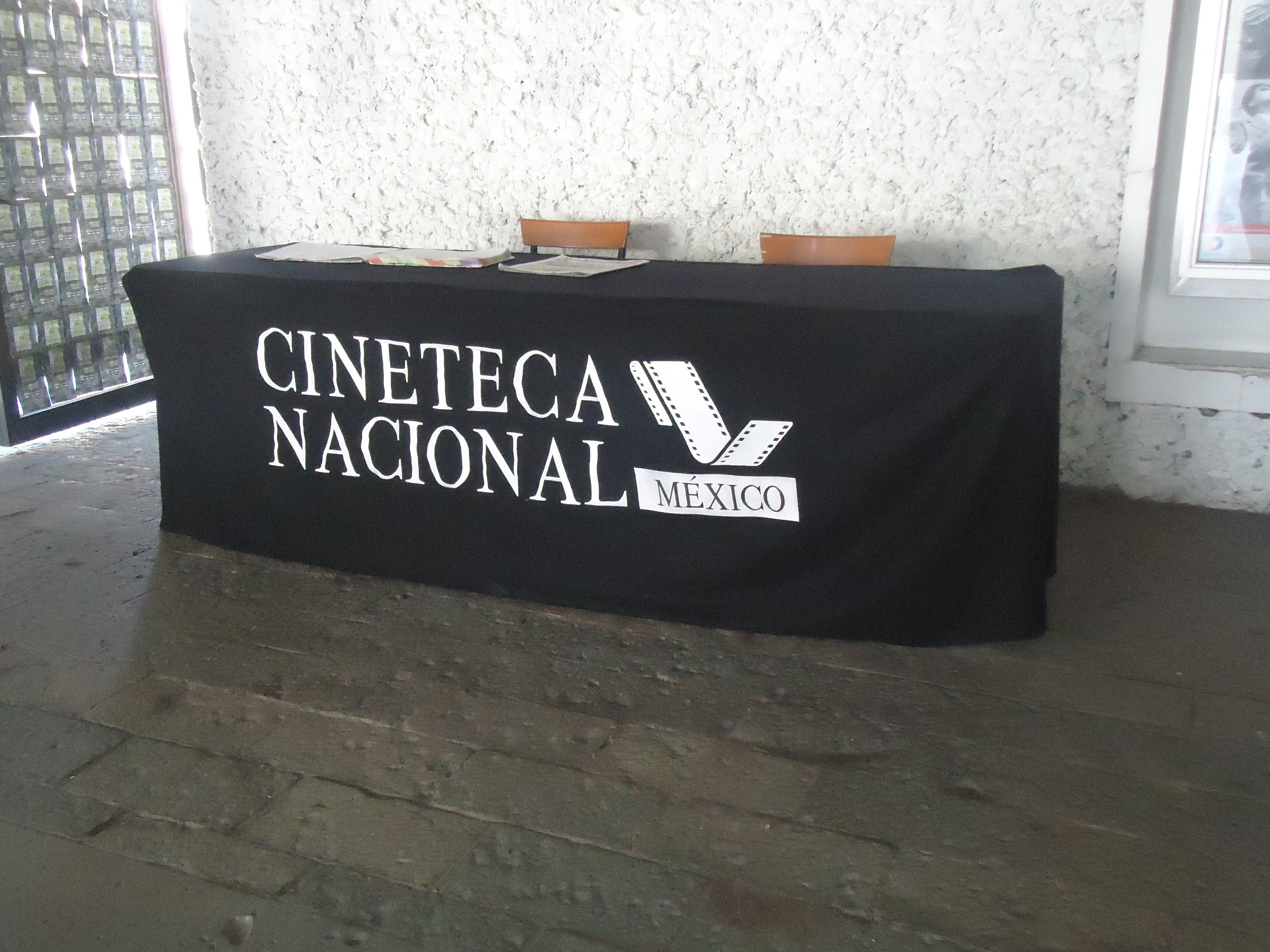
Logo der Cineteca Nacional.

Die Cineteca Nacional ist eine Kinemathek in Mexiko-Stadt. Sie wurde am 17. Januar 1974 eröffnet und sollte die in Mexiko gedrehten Filme für die Zukunft bewahren und zudem zur Filmforschung und zur Verbreitung der Filme unter der Bevölkerung beitragen. Im März 1982 kam es zu einem Brand in der Cineteca, bei dem sechs Menschen starben, sowie 6000 Filmrollen, weiteres Archivmaterial, die Bibliothek und die beiden Kinos zerstört wurden. Im Jahr 1984 wurde die Cineteca Nacional in neuen Räumlichkeiten wiedereröffnet. Ihre Bestände waren nun feuerfest untergebracht, zudem standen ihr nun vier Kinos zur Verfügung. Die Sammlung der Cineteca Nacional umfasst derzeit über 13.000 Filme aus allen Teilen der Welt mit einem Schwerpunkt auf Mexiko, die sowohl Spielfilme, Kurzfilme und Dokumentarfilme beinhalten. Darüber hinaus besitzt die Cineteca 30.000 Videos, sowie 330.000 Dokumente wie etwa Photographien, Filmposter und Standbilder. Außerdem besitzt sie auch alte Projektoren und andere Objekte für die Filmvorführung- und produktion.

## Geschichte
Am 17. Januar 1974 wurde die Cineteca Nacional mit der Vorführung des Films El compadre Mendoza aus dem Jahr 1934 eröffnet. Sie wurde in zwei umgewandelten Soundstages der Estudio Churubuso eingerichtet. Sie sollte sowohl nationale als auch internationale Filme sammeln und für die Zukunft bewahren. In zwei Kinos sollte sie die Filme zudem auch für Zuschauer vorführen. Die Sammlung bestand zur Eröffnung aus 1476 Filmen und vergrößerte sich bis 1976 auf 2500. Neben den Räumlichkeiten zur Vorführung der Filme besaß die Cineteca Räumlichkeiten zur Aufbewahrung der Filme, die den klimatischen Anforderungen genügten, eine Bücherei, Räume für Wechselausstellungen und ein Restaurant. Die Cineteca Nacional verfolgte ein intensives Publikationsprogramm, mit dem verschiedene Aspekte des Films betrachtet und wissenschaftlich aufgearbeitet werden sollten. Mit dem Programm Cine movil schickte die Cineteca Nacional zudem wichtige Filme durch das Land, die dann an verschiedenen Spielorten dem Publikum vorgeführt wurden.

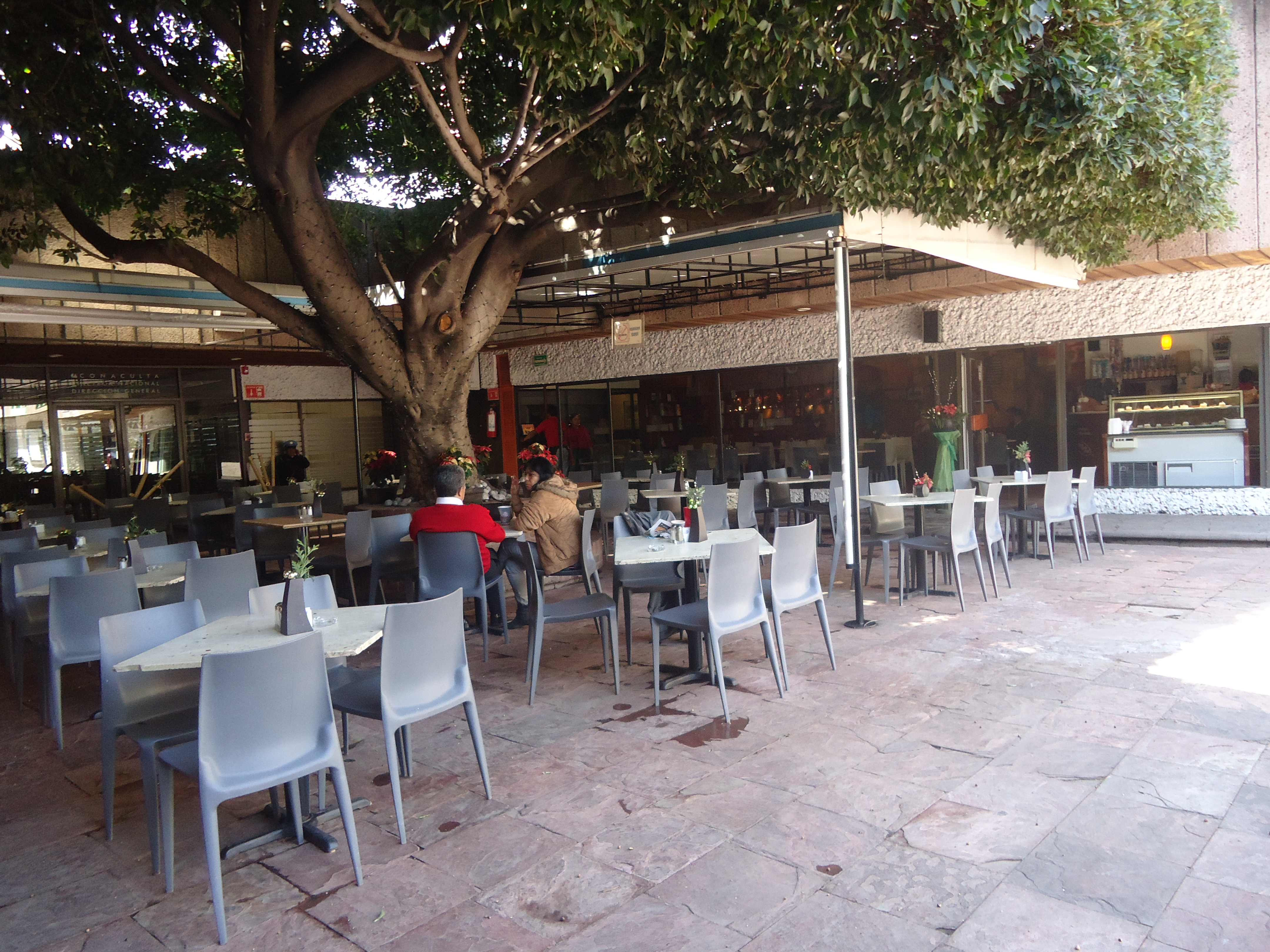
Restaurant in der Cineteca Nacional.

1977 nahm die Fédération Internationale des Archives du Film die Cineteca Nacional als Vollmitglied auf. Ab diesem Jahr zeigte die Cineteca Nacional zudem internationale Filme in Filmwochen, Filmreihen und kleinen Festivals. Am Nachmittag des 24. März 1982 brach in ihr ein Feuer aus, bei dem sechs Menschen starben. Zudem wurden 6000 Filmrollen, weiteres Archivmaterial. die Bibliothek und die beiden Kinos durch das Feuer zerstört. Margarita López Portillo, die unter der Regierung ihres Bruders José López Portillo für alle Belange des Films in Mexiko zuständig war, gab an, dass sie bereits seit zwei Jahren vor dieser Gefahr gewarnt und um 25 Millionen Pesos für die feuersichere Sanierung der Cineteca Nacional gebeten hatte. Diese Mittel waren ihr aber aufgrund der schlechten wirtschaftlichen Lage nicht zugestanden worden. Am 27. Januar 1984 wurde die Cineteca Nacional an ihrem neuen Standort wiedereröffnet. Es handelte sich um ein ehemaliges Einkaufszentrum mit vier Kinosälen. Es bot der Verwaltung der Cineteca, der Bibliothek, dem Buchladen, dem photographischen Archiv, Ausstellungsflächen für Wechselausstellungen und die Forschungsabteilung Platz. 1992 ließ die Cineteca Nacional neue Lagerräume für die Filmrollen errichten, die den neuen Anforderungen der Fédération Internationale des Archives du Film entsprachen. Diese Räumlichkeiten, die 1994 fertiggestellt wurden, finanzierte die Cineteca aus eigenen Mitteln. Nach dem Regierungswechsel 1996 wurden zudem neue Vorführräumlichkeiten eingerichtet. Die Cineteca Nacional unterstützte die Nominierung der Originalversion des Films Los olivados von Luis Buñuel, die sich im Besitz der Filmoteca de la UNAM, einer Einrichtung der Universidad Nacional Autónoma de México, befindet für die UNESCO-Liste des Weltdokumentenerbes, die schließlich 2003 angenommen wurde. Im Jahr 2010 wurde die Cineteca Nacional mit dem mexikanischen Ehrenfilmpreis Ariel de Oro ausgezeichnet.